# 제13회 서울국제사랑영화제
제13회 서울국제사랑영화제는 2016년 5월 10일에 열린 시상식이다.

## 수상 및 후보

### 아가페상
- 더 씨티 오브 레퓨지 - 민소운 외 1명 수상

### 배우상
- 플라이 - 정하담 수상

### 심사위원특별상(단편경쟁부문)
- 플라이 - 임연정 수상

### 사전제작지원작
- 장롱면허 - 박근범 수상
- 옥천 - 이경원
- 생의 이면 - 이창수
- 누렁이들 - 가성문
- 노동봇, 31685 - 김수정
- 새빨간 손님 - 최초아

### 아가페 초이스
- 초원은 돌아올 것이다 - 에르마노 올미
- 더 퍼스트, 더 라스트 - 보리 라네스
- 천국에 있는 것처럼 - 케이 폴락
- 밥 앤 더 트리즈 - 디에고 옹가로
- 더 배드 키즈 - 키스 펄튼
- 램스 - 그리머 해커나르손
- 동주 - 이준익
- 파티마 - 필립 포콩

### 미션 초이스
- 끝나지 않은 사랑의 기적, 장기려 - 정재구
- 신을 믿습니까? - 존 건
- 캡티브 - 제리 제임슨
- 우드론 - 앤드류 어윈 외 1명

### 국제 단편 경쟁
- 해수탕 여인 - 심민희
- 안나 - 제정모
- 더 씨티 오브 레퓨지 - 김우식 외 1명
- 햄스터 - 김세인
- escapin' - 표민수
- 치욕일기 - 이은정
- 반차 - 최진영
- 휴가 - 남근학
- 물구나무 서는 여자 - 심혜정
- 은하비디오 - 김현정
- 플라이 - 임연정
- 그리고 가을이 왔다 - 최정호
- 복도발령 3개월차 - 김유준
- 천막 - 이란희
- 열정의 끝 - 곽은미
- 김밥 - 김한울
- 유턴 - 채기준
- 전학생 - 박지인
- 고양이춤 - 민용근
- 밤과 함께 - 심현석

### 스페셜 1. 어반–오디세이: 에릭 쿠 스페셜
- 휴일 없는 삶 - 에릭 쿠
- 12층 - 에릭 쿠
- 내 곁에 있어줘 - 에릭 쿠

### 스페셜 2. 휴먼–오디세이
- 더즈 후 점프 - 아부 베이커 사이디베
- 아빠 - 비사르 모리나
- 매직 마운틴 - 안카 다미안